# Trois Rois (résistance)

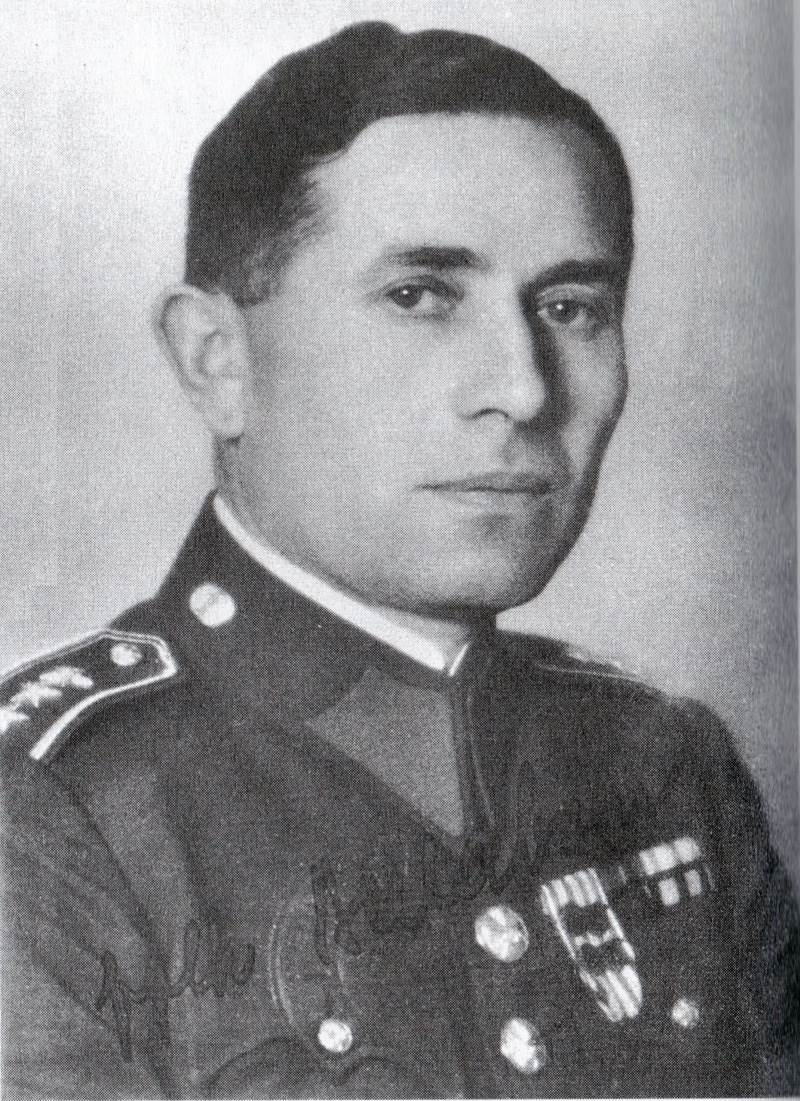
Un portrait de Josef Balabán, l'un des membres des Trois Rois.

Trois Rois (en tchèque : Tři králové) est un mouvement de la Résistance tchèque de 1939, lorsque le Troisième Reich a annexé la Tchécoslovaquie, à 1942.

## Histoire
Ses membres étaient Josef Mašín (assassiné par les Einsatzgruppen sur les ordres de Reinhard Heydrich en 1942), Václav Morávek (tué au combat en 1942) et Josef Balabán (exécuté en 1941). Leur tâche la plus importante était de maintenir le contact radio avec František Moravec au Royaume-Uni.